# Eddie Brewer
Edward Frank Brewer, meist nur Eddie Brewer OBE (* 19. Oktober 1919 (Wales); † 19. April 2003) war ein britischer Naturschützer und Naturschutzdirektor im westafrikanischen Staat Gambia.

## Leben
Eddie Brewer kam mit seiner Familie 1957 aus Wales nach Gambia, als das Land noch eine britische Kolonie war, um als Forstbeamter tätig zu werden.
Als Forstbeamter des 1965 unabhängig gewordenen Staates Gambia machte er zusammen mit seiner Tochter 1967 die Entdeckung eines Stückchens unberührter Natur. Auf sein Bestreben hin wurde dieser Galeriewald ein Jahr später als erstes Naturschutzgebiet in Gambia mit dem Namen Abuko Nature Reserve geschützt.
Später, 1976, wurde Brewer der erste Naturschutzdirektor des gambischen Naturschutzabteilung Wildlife Conservation Department in Abuko. Bis zu seiner Pensionierung Ende 1992 hat sich Brewer die größten Verdienste um die Erhaltung der Natur in Gambia erworben. Er hatte als erster in Gambia die Einhaltung des Washingtoner Artenschutzübereinkommen (CITES) konsequent durchgesetzt.
Sein Nachfolger als Naturschutzdirektor wurde Almamy Camara. 1995 zog Brewer sich mit seiner Partnerin Gilla Hanauer in sein Haus in Gwynedd im nordwestlichen Wales zurück. Am 19. April 2003 starb Eddie Brewer im Alter von 83 Jahren.

## Tochter Stella Marsden
Seine Tochter Stella Margaret Brewer (später Stella Marsden) ging in Großbritannien zu Schule. Ihre meiste Zeit in den Ferien verbrachte sie bei ihrem Vater. Im Jahr 1969, kurz bevor Stella zur Universität ging, fand sie die Liebe zu den Schimpansen, und im Abuko Nature Reserve wurde eine Aufzucht für die Primaten eingerichtet, die teilweise aus illegalem Handel stammten. 1974 begründet sie das Schimpansen-Auswilderungsprojekt „Chimpanzee Rehabilitation Project“ (CRP) im River Gambia National Park, wo er sie unterstützte. Stella erhielt 2006, wie zuvor Eddie Brewer, von der Königin Elisabeth II. die Auszeichnung O.B.E. (Officer of the British Empire) nach dem sie von der University of Glasgow den Ehrendoktor für Veterinärmedizin (Dr. med. vet. h. c.) bekommen hatte. Stella hatte auch zusammen mit ihrer Schwester Heather Armstrong den Gambia horse and donkey trust im November 2002 gegründet.

## Werke (Stella Marsden)
- Stella Brewer: Die Affenschule. Neue Wege der Wildtierforschung. Moewig, München [i. e. Rastatt] 1981, ISBN 3-8118-3117-8
- Stella Brewer, Jane Goodall: The Forest Dwellers. HarperCollins Publishers 1979, ISBN 0-00-635335-5
- Stella Brewer: The chimps of Mt. Asserik. Knopf/Random House 1978, ISBN 0-394-49449-0